# تشكل أوفوس
تكوين أوفوس هو تكوينٌ جيولوجي يحتوي على بعض التجمعات الفقارية لمجموعة كمكم، من أواخر العصر الطباشيري.  يتكون تشكيلان آخران من أسرة كمكم: تشكيل إيفزوان الأساسي وتكوين أكرابو الذي يغطيها.

## وصف
تم الإبلاغ عن تشكيل أوفوس لأول مرة من قبل دوبار (1948) كجزء من «سيلون بريفريكان». وصفها دوبار من وجهة نظر ليثولوجية بأنها تتكون أساسًا من أحجار رملية طينية ومارل خضراء مع جبس. أرّخ دوبار الرواسب إلى المراحل الألبانية / السينومانية . لاحقًا، سيرينو وآخرون. (1996) أبلغ عن تقسيم غير رسمي لأسرة كمكم: وحدة من الحجر الرملي الأحمر السفلي (gres infrecenomanien) ووحدة مارلي عليا (marne versicolores a gypse). بسبب عدم وجود فجوات بين التشكيلات الثلاثة وداخلها، فإن المقياس الزمني الممثل يبلغ حوالي 8 ملايين سنة، ويغطي الفترة من العصر الكينوماني المبكر إلى التوروني الأوسط. يتم الكشف عن تكوين أوفوس من سلاسل جبال الأطلس الصغير والأطلس الكبير، في الجزء الجنوبي الشرقي من المغرب. التكوين هو 100 إلى 200 متر (330 إلى 660 قدم) سميك.

### التاريخ الجيولوجي
في أوائل حقبة الدهر الوسيط، كان النزوح الرئيسي للقارة الأفريقية من الجنوب إلى الشمال، في اتجاه أوروبا. كان المحيط الأطلسي ينفتح بمعدلات توسع عالية. تسبب هذا في ارتفاع الجزء الغربي من المغرب، مما تسبب في تعرض صخور ما قبل الكمبري وحقب الحياة القديمة، ومنع الترسب المستمر لرواسب الدهر الوسيط في غرب المغرب. في العصر الجوراسي، ظهر بالفعل معظم المغرب الحديث. يرجع تاريخ الانتهاك البحري الأول إلى العصر البارمي المبكر. خلال الباريميان أبتيان، امتد خليجان بحريان ممدودان شمالًا على طول الأطلس الأوسط ومن غرب حوض الصويرة. في أوائل العصر الطباشيري، كانت شمال إفريقيا مغطاة ببيئات دلتا ومالحة. تتكون هذه الودائع من أسرة كيم كيم وبالتالي تكوين عوفوس أيضًا.

### السنّ
يُظهر تكوين عوفوس حيوانًا مشابهًا لتلك الموجودة في التكوين البحري في مصر. في كل من هذه التشكيلات، تم العثور على كاركارودونتوصور وسبينوصور. بالإضافة إلى ذلك، يتم مشاركة العديد من أنواع التمساح والأسماك. يعود تاريخ التكوين الçبحري إلى العصر السينوماني المبكر. لم تكن الأحافير الدقيقة النادرة الموجودة في تكوين العوف مفيدة في تحديد تاريخ هذه الرواسب. لهذه الأسباب، يعتبر عصر تشكيل العوفوس سنومانيًا مبكرًا.

### الوجوه
يتميز تكوين العوفوس بثلاث أوجه: أحجار طينية متنوعة، وطبقات جبسية، وحجر كلسي دولوميت. تحتوي أحجار الطين على مواد عضوية. تم العثور على بقايا الفقاريات (معظمها من الأسماك) في هذه الأحجار الطينية. لم يتم العثور على قذائف كلسية هناك، ولكن توجد أحافير أباتيتية دقيقة. الكوارتز والماركاسيت (نموذجي لبيئة الاختزال) متكرر للغاية.
في الوجوه الكربونية، توجد أحافير فقارية. دمر حلل هذه الرواسب أي وجود عضوي فيها. توجد في هذه السحنات بطنيات الأرجل ، والبوستراكود الرقيقة وذات القشرة السميكة وبعض النواقل المتراصة النادرة. الكوارتز موجود بمورفولوجيات مختلفة، مما يوحي بنقل اليوليان (القائم على الرياح) والنقل النهري (القائم على النهر). في طبقات الجبس، الحفريات غائبة. تشهد هذه الطبقات على فترات جفاف طويلة مرتبطة بتبخر المياه المالحة. تشير الوجوه والبقايا الأحفورية إلى بيئة قديمة مثل بحيرة ساحلية أو سبخة مشلولة.

#### OT1
OT1 هي منطقة (10 كيلومتر (6.2 ميل) بعيدا عن تافراوت) تتميز بعدسات من حجر الطين. تم العثور على العديد من عينات الأسماك، بطنيات الأقدام والقشريات المفصلية من هذه المنطقة. يكمن الموضع الطبقي لهذه العدسات من الحجر الطيني ضمن تكوين العوفوس. هناك العديد من السمات التي تميز هذه الوجوه عن غيرها التي يتم مواجهتها بشكل شائع في تكوين أوفوس، ولهذا السبب، يتم وصفها عادةً بشكل منفصل.
تتميز الحيوانات في هذه العدسات بثلاثة cladistians (Serenoichthys kemkemensis واثنين من الأجناس الأخرى غير المسماة)، وشعاعي شعاعي غير محدد، وأقدم أكانثومورف في المياه العذبة (أشباه شوكيات الزعانف oumtkoutensis). تم تفسير البيئة القديمة لـ OT1 على أنها بحيرة هادئة، حيث كانت عملية التحجر سريعة جدًا (يتم الحفاظ على الأنسجة الرخوة بشكل عام).

### تجمع الفقاريات
نظرًا لأن الحفريات من التكوين عادة ما يتم استردادها من قبل السكان المحليين غير المدربين كجيولوجيين، فمن الصعب معرفة المصدر الدقيق للعديد منها. لهذا السبب، لم يتم تحديد مصدر أحفورة من تشكيلات إيفزوان وعوفوس بشكل عام؛ على أي حال، يبدو أن التشكيلتين يقدمان نفس الحيوانات.